# Blue hat

Un blue hat (en français : « chapeau bleu ») est un consultant en sécurité informatique qui est chargé de vérifier l'absence de bogues et de corriger d'éventuels exploits avant le lancement d'un système d'exploitation sur le marché. Leur rôle consiste à rechercher les faiblesses ou les failles de sécurité qui pourraient être exploitées, et leur objectif est de corriger ces vulnérabilités potentielles avant le lancement d'un produit ou d'un système.
Le terme est notamment employé par Microsoft, désignant ses hackers et ingénieurs en sécurité informatique qui ont pour rôle de trouver les vulnérabilités de Windows.

## Missions dublue hat
Le blue hat intervient notamment dans :
- la stabilité du système d'exploitation ;
- la cryptographie et la prévention des intrusions ;
- la correction des défauts d'architecture ;
- la rétroingénierie (reverse engineering) ;
- la réalisation de tests d'intrusion ;
- le BYOD (« bring your own device »)[2].

## Briefingsde sécuritéblue hat
Les Briefings de sécurité blue hat (en anglais Blue Hat Microsoft Hacker Conference), se tenant une à deux fois par an, sont une conférence de sécurité Microsoft rassemblant experts externes en sécurité informatique et ingénieurs Microsoft. Il a été créé par Window Snyder.